# Kantonees
Het Kantonees of Yue (Chinees: 粤语) is een van de Chinese talen. De taal heeft honderden varianten, dialecten die per dorp of subdistrict verschillen. Het Kantonees dat meestal wordt bedoeld is het Standaardkantonees, ook wel Guangzhouhua, of het Hongkong-Kantonees. Het Standaardkantonees is het bekendste en ook meest gebruikte dialect in het Kantonees.
Het Kantonees wordt vooral in het zuiden en westen van Guangdong gesproken, in het zuiden en oosten van Guangxi, in Macau, Hongkong en Christmaseiland. Verder wordt het ook door veel overzeese Chinezen gesproken die niet hun jiaxiang in een Kantoneestalig gebied hebben.
Van het Kantonees is er in elk dorp/streek een andere variant. Het Kantonees is een verzamelnaam van honderden dialecten en duizenden dorpsdialecten. Er zijn in de Kantonese dialecten grote verschillen in de klemtonen in woorden, en zijn er verschillen in uitspraak van Chinese karakters, waardoor men elkaar in Kantonese dialecten die niet dicht bij elkaar staan, moeilijk kan verstaan.
De taal is evenals het Mandarijn een toontaal, maar het kent veel meer tonen dan het Mandarijn: namelijk 6 of 9, afhankelijk van hoe je telt. Ook in andere opzichten verschilt het van het Mandarijn: hoewel beide Chinese talen zijn, verstaan de sprekers elkaar niet.

## Onderverdeling
Kantonees wordt in verschillende subtalen gesorteerd:
1. Yuehaihua 粵海片, omvat: 
 Zhongshanhua 
 Sanyihua 
 Guangfuhua
2. Siyihua 四邑片, omvat: 
 Kaipinghua 
 Enpinghua 
 Xinhuihua 
 Taishanhua
3. Guinanhua 桂南片, omvat: 
 Guilinhua 
 Yulinhua 
 Nanninghua 
 Wuzhouhua 
 Beihaihua
4. Gaoyanghua 高陽片
5. Guanbaohua 莞宝方言片, omvat: 
 Weitouhua
6. Luoguanghua 罗广方言片
7. Wuchuanhua 吴川话
8. Danjiahua 疍家话

## Enkele Kantonese dialecten
- Standaardkantonees
- Hongkong-Kantonees
- Xinhuihua
- Shundehua
- Weitouhua
- Siyihua
- Taishanhua
- Shiqihua

## Dialecten waarvan getwist wordt of het wel Kantonees is
- Dapenghua
- Yuebeituhua
- Danzhouhua

## Taalgebied
- In de provincie Guangdong zijn er 48 stadsagglomeraties en districten waarvan meer dan een derde een dialect spreekt dat behoort tot het Kantonees:

Kanton 廣州, Foshan 佛山, Zhaoqing 肇慶, Jiangmen 江門, Shenzhen 深圳, Maoming茂名, Zhongshan 中山, Zhuhai 珠海, Nanhai 南海, Panyu 番禺, Dongguan 東莞, Shunde 順德, Longmen 龍門, Fogang 佛岡, Zengcheng增城, Conghua 從化, Huaxuan 花縣, Qingyuan 清遠, Lianxuan 連縣, Yangshan 陽山, Lianshan 連山, Huaiji懷集, Guangning 廣寧, Sihui 四會, Sanshui 三水, Gaoyao 高要, Yunfou 雲浮, Gaoming 高明, Xinxing 新興、Heshan 鶴山, Fengkai 封開, Yunan 郁南, Deqing 德慶, Luodìng 羅定, Yangchun 陽春, Yangjiang 陽江, Xinyi 信宜, Gaozhou 高州, Huazhou 化州, Wuzhou 吳川, Taishan 台山, Kaiping 開平, Xinhui 新會, Enping 恩平 Doumen 斗門, Hongkong 香港 en Macau 澳門
en in de volgende 16 gebieden spreekt een minderheid een Kantonees dialect:
Huizhou 惠州, Shaoguan 韶關, Zhanjiang 湛江, Haifeng 海豐, Boluo 博羅, Huiyang 惠陽, Huidong 惠東, Renhua 仁化, Lechang 樂昌, Yingde 英德, Bao'an 寶安, Dianbai 電白, Suixi 遂溪, Haikang 海康, Xuwen 徐聞 en Lianjiang 廉江
- In Guangxi wordt in de volgende gebieden een Kantonees dialect gesproken:

Nanning 南寧, Huangxian 橫縣, Guigang 貴港, Guiping 桂平, Pingnan 平南, Tengxuan 藤縣, Wuzhou 梧州、Yulin 玉林, Beiliu 北流, Rongxuan 容縣, Bobai 博白, Luchuan 陸川, Fangcheng 防城, Yinzhou 欽州, Hepu 合浦, Pubei 浦北, Lingshan 靈山, Beihai 北海, Cangwu 蒼梧, Cenxi 岑溪, Zhaoping 昭平, Mengshan 蒙山, Hezhou 賀州 en Zhongshan 鐘山
- Buiten China zijn er veel mensen die een Kantonees dialect spreken. In Zuidoost-Azië, Noord-Amerika, Zuid-Amerika, Australië, Nieuw-Zeeland, Groot-Brittannië, Nederland, Frankrijk, België en Duitsland zijn veel mensen die een Kantonees dialect spreken. Negentig procent van de Chinezen in de Verenigde Staten komen uit een streek, hebben hun jiaxiang waar een Kantonees dialect wordt gesproken.

## Kantonese woorden en namen in het Nederlands
- bapao van 白包
- cha sieuw van 叉燒, babi pangang
- dimsum/diemsam van 點心
- foeyonghai van 芙蓉蟹
- Hongkong van 香港/香江
- Kanton van 廣東
- kongsie van 公司
- kuloyuk van 咕噜肉
- kumquat van 柑橘
- loquat van 蘆橘
- pidgin van de Kantonese uitspraak van 'business'
- taifoen van 颱風
- tjaptjoi van 雜菜
- wantan van 雲吞

## Woorden waar Nederland in voorkomt
- 荷蘭水, Nederlands water = sodawater

## Websites
- Chinese Character Dictionary. woordenboek met Engels, Pinyin en Kantonees
- Chines-English dictionary. met verschillende dialecten, gearchiveerd